# Премія «Золота жар-птиця» (3-тя церемонія вручення)
Премія «Золота жар-птиця» — щорічна українська національна музична премія. Третя церемонія нагородження найкращих в українській музиці за друге півріччя 1997 та перше півріччя 1998.
Вибір номінантів проходив у два етапи: на першому обирають по п'ять номінантів у кожній категорії за результатами першого півріччя, а далі, за результатами опитування за друге півріччя обираються переможці.

## Журі
До складу журі входило близько 500 експертів, зокрема:
- Андрій Партика — керівник продюсерського агентства «Наша музика»;
- Іван Щерба — продюсер «Творчої майстерні Тараса Петриненка»;
- Костянтин Меладзе — музичний продюсер телеканалу «Інтер»;
- Олександр Євтушенко — головний редактор журналу «Галас».

## Церемонія нагородження
Третя церемонія нагородження музичної премії «Золота жар-птиця» від компанії «Тавріські ігри» пройшла у Національному палаці мистецтв «Україна» 16 грудня 1998 року.

### Нагорода
Нагорода премії виконана за проєктом дизайнера Валентина Коваля. Вона має вигляд пера жар-птиці, виготовлена з золота з додаванням коштовних каменів. Написи виконано шрифтом, який було надано Музеєм історії запорозького козацтва.
Також, додатково, переможцям вручали банківські картки від VAB Банк з відкритим рахунком на 1 тисячу умовних одиниць та мобільні телефони від Київстар.

## Номінанти та переможці
| Співачка року                                                                                               | Співак року                                                                           |
| --- | ------------------------------------------------------------------------------------- |
| - Ірина Білик - Ані Лорак - Таїсія Повалій - Ірина Сказіна                                                  | - Олександр Пономарьов - Андрій Кузьменко - Віктор Павлик - Юрко Юрченко - EL Кравчук |
| Альбом року                                                                                                 | Відкриття року                                                                        |
| - «Фарби» — Ірина Білик                                                                                     | - Океан Ельзи - Катерина Бужинська - Марина Одольська - Юлія Лорд                     |
| Пісня року                                                                                                  | Кліп ріку                                                                             |
| - «Світанок» — Руслана - «А я пливу» — Ірина Білик - «Одинокая» — Ірина Білик - «Танець пінгвіна» — Скрябін | - «Світанок» на YouTube — Руслана                                                     |
| Найкращий поп-виконавець/гурт                                                                               | Найкращий рок-гурт                                                                    |
| - Скрябін - Табула Раса - Ірина Білик - Ані Лорак - EL Кравчук                                              | - Воплі Відоплясова - Плач Єремії - Green Grey - Брати Карамазови                     |
| Найкращий альтернативний гурт                                                                               | Найкращий виконавець традиційної естради                                              |
| - Green Grey - Скрябін                                                                                      | - Таїсія Повалій - Тарас Петриненко - Василь Зінкевич - Шестак Надія                  |
| За внесок у розвиток сучасної музики                                                                        | Найкраща музично-розважальна програма                                                 |
| - Олександр Злотник                                                                                         | - Мелорама - Музичні новини - Пісня року - Територія А                                |
| Подія року                                                                                                  |                                                                                       |
| - Таврійські Ігри                                                                                           |                                                                                       |

*Жирним шрифтом виділені переможці в кожній номінації.